# Panzerfaust 44

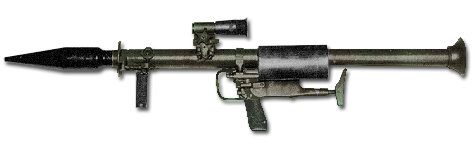
Leichte Panzerfaust 44 der Bundeswehr

Die leichte Panzerfaust 44 mm (auch „Leichte Panzerfaust“ oder „Lanze“) war eine für die Bundeswehr entwickelte, rückstoßfreie Panzerabwehrhandwaffe. Sie wurde in den 1960er Jahren bei der Bundeswehr eingeführt, verlor aber mit der Entwicklung von Kampfpanzern mit Verbundpanzerung ihre Wirksamkeit und wurde in der Folge ab 1992 nach und nach ausgemustert und durch die Panzerfaust 3 ersetzt.

## Geschichte

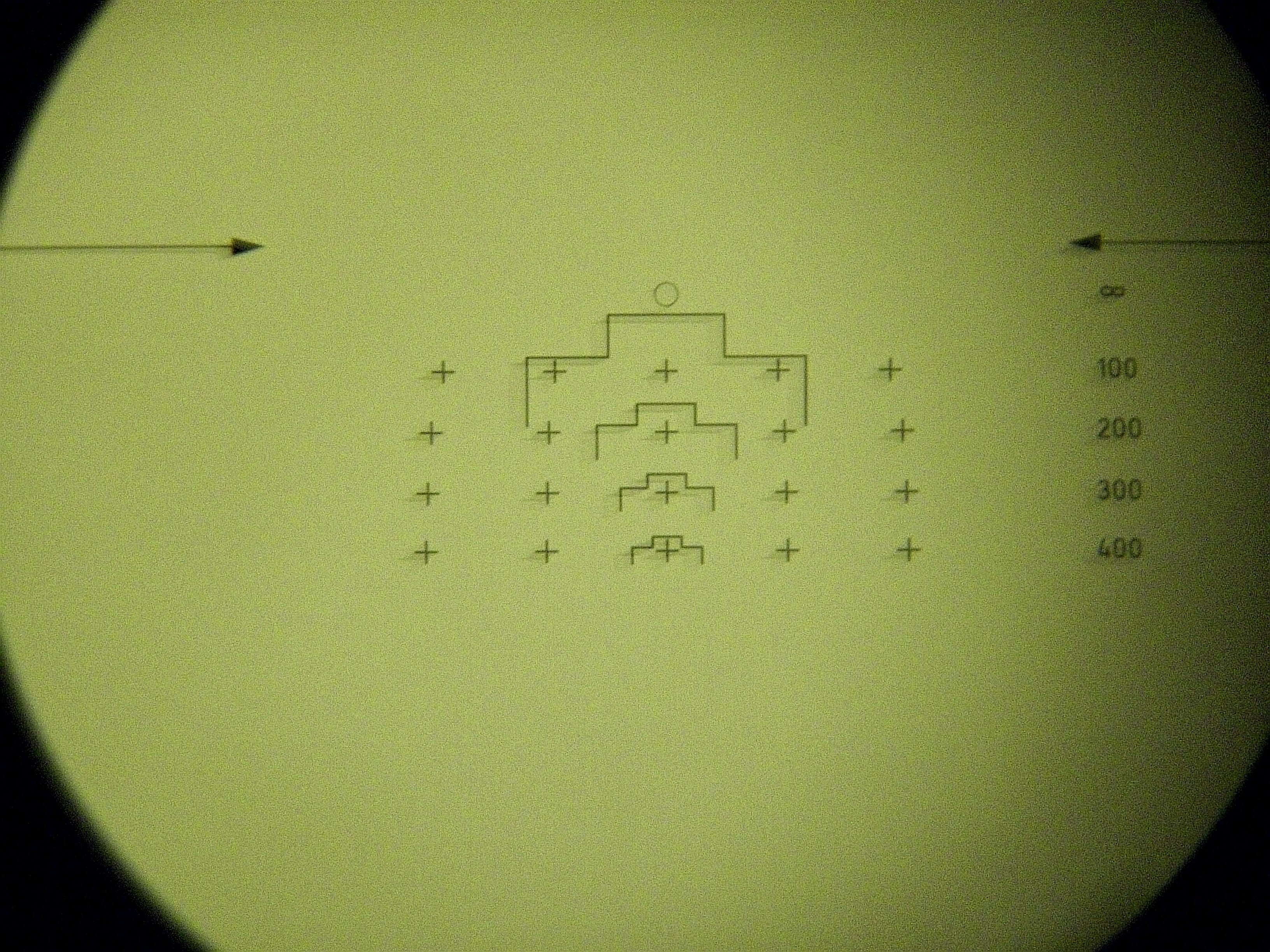
Blick durch das Zielfernrohr mit Entfernungsangaben

### Entwicklung
Die Waffe wurde für die Panzerabwehr konstruiert. Sie basierte auf der Panzerfaust 150, die noch für die Wehrmacht entwickelt worden war, sowie deren nachladbarer Weiterentwicklung Panzerfaust 250. Die Dynamit Nobel AG produzierte die Waffe für die Bundeswehr.

### Wirksamkeit
Die Leichte Panzerfaust wurde von einem Schützen bedient. Als günstige Kampfentfernung gegen haltende Panzer wurden laut Dienstvorschrift 200 Meter und gegen fahrende Panzer bis 150 Meter Entfernung angegeben. Die Visiereinrichtung ließ Schüsse bis 400 m Entfernung zu. Die Durchschlagsleistung lag bei 375 mm gewalztem Panzerstahl. Sie zählte zur Standardbewaffnung der Infanterie.

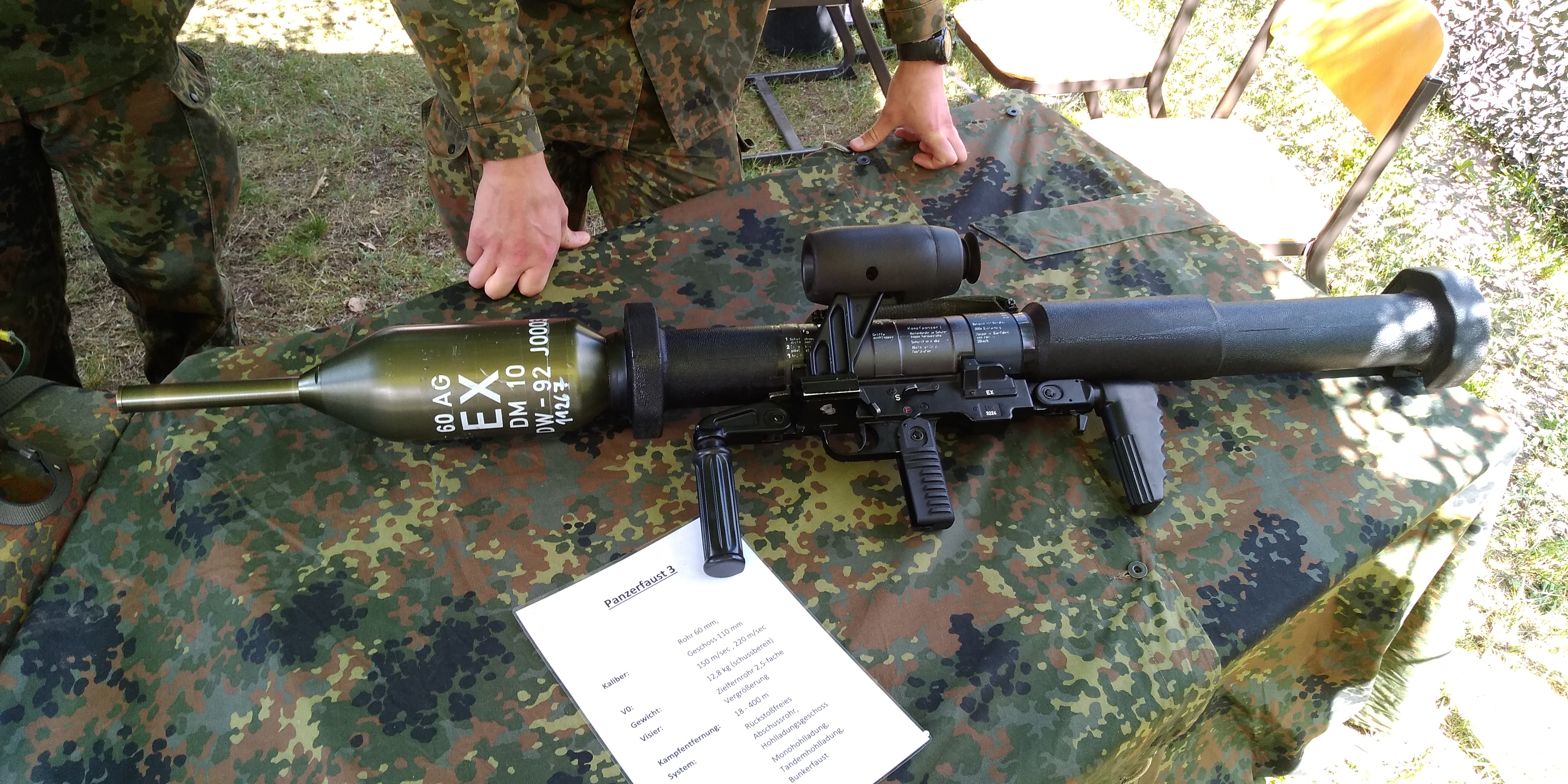
Nachfolger der Panzerfaust 44: Panzerfaust 3

Die Industrie wurde im Januar 1972 beauftragt, einen Ersatz für die leichte Panzerfaust 44 mm zu entwickeln, was letztlich zur Ablösung der Waffe ab 1992 bei der Bundeswehr durch die Panzerfaust 3 führte.

## Technik

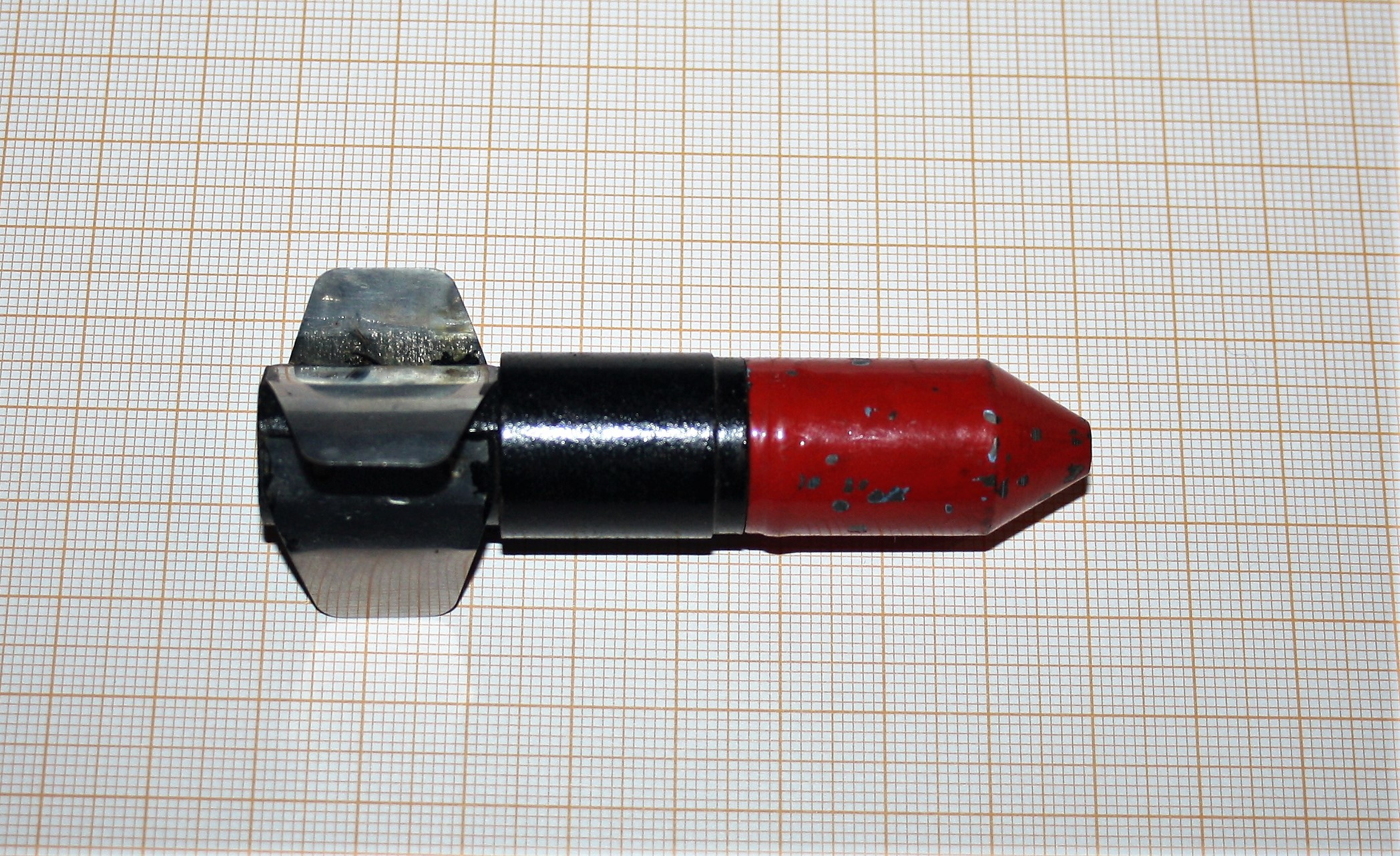
Übungsgeschoss 18 mm der Panzerfaust 44

Die geladene Waffe bestand aus dem 880 mm langen Rohr, der Abfeuerungseinrichtung, der Zieleinrichtung und der Notvisiereinrichtung. Sie wog ungeladen 7,82 kg und feuerbereit 10,20 kg. Die Panzerfaust verschoss Hohlladungsgeschosse nach dem Prinzip des rückstoßfreien Geschützes. Eine Treibladung im Kaliber 44 mm beförderte das Geschoss mit ca. 170 m/s aus dem Rohr und entzündete einen Raketensatz, der die Granate auf 210 m/s weiter beschleunigte. Die Rückstoßenergie des Projektils wurde durch die Energie von aus dem hinteren Rohrende ausgestoßenen Gasen und Metallpulver ausgeglichen. Die Granaten wurden durch heiße Gase gezündet, welche an einer bestimmten Stelle des Rohrs über einen Düsenring an die Wandung der Munition gelangen und deren Zündsatz erreichen konnte. Dadurch konnte die Munition in beliebiger Drehrichtung geladen werden. Die Anzündgase wurden durch spezielle Anzünderpatronen erzeugt. Die Waffe besaß dazu einen Kammerverschluss und ein Stangenmagazin mit 5 Anzünderpatronen DM47 im Griffstück. Abgeschossen wurde die Panzerfaust von einem einzelnen Schützen stehend, sitzend oder kniend, die Waffe wurde dabei auf die Schulter aufgelegt und beidhändig an Haltestück und Griffstück gehalten. Ein Wangenschutz stellte dabei sicher, dass der Schütze nicht mit dem heißen Rohr in Kontakt kam. Eine mechanische Sicherung blockierte den Auslöser. Zum Schuss musste der Sicherungshebel am Griffstück auf Feuerposition gestellt und die Schultersicherung durch Anschlagen der Waffe eingedrückt werden. Die Waffe war mit einem Trageriemen ausgestattet. Hinzu kamen am Koppel zu tragende Taschen zur Aufnahme des Zielfernrohrs und des Reinigungsgerätes.
Die Strichplatte der Zieleinrichtung zeigt in vier Reihen angeordnete Anhaltemarken für verschiedene Kampfentfernungen. Die Fahrzeugsilhouette entspricht der Breite, Höhe und Länge eines mittleren Panzers (3,5 m × 2,5 m × 7 m) und kann somit auch zur groben Entfernungsmessung dienen. Die seitlichen Vorhaltemarken entsprachen Fahrtgeschwindigkeiten von 18 km/h und 36 km/h. Bei Dunkelheit standen das Bildverstärkerzielfernrohr für Handwaffen oder das IR Zielgerät zur Verfügung. Um die Panzerfaust ohne oder mit defekter Zieleinrichtung abzufeuern, konnte eine einfache, ausklappbare Notvisiereinrichtung benutzt werden. Zu Ausbildungszwecken war es möglich, einen Zielkontrollspiegel zu verwenden.
Hergestellt wurden zwei verschiedene Modelle, wovon sich das spätere Modell 44-2A1 durch eine leicht verbesserte Version der Notvisiereinrichtung und die Befestigung des Zielfernrohrträgers am Rohr vom Vorgängermodell 44-2 unterscheidet.

Der Treibsatz und die Wirkladung zusammen mit dem Raketensatz waren durch eine Schnellkupplung verbunden und konnten getrennt geladen werden. Der Treibsatz besaß dazu mehrere Sperrklammern, die das vollständige Einschieben verhinderten. erst nach Einrasten der eigentlichen Granate inklusive des Raketenmotors konnte die Munition vollständig in das Rohr geschoben werden. Die eigentliche Granate ragte dann etwa 67 mm über das Rohr hinaus. Ein passendes Manöverpatronengerät bildete in Form und Größe eine vollständige Granate ab und war auch teilbar, um die Handhabung der Waffe und das Hantieren mit der Munition im Gefecht üben zu können. In das Manöverpatronengerät war ein Innenrohr für ein unterkalibriges Vollmetallgeschoss (18 mm) mit Leuchtspur (Abkommübungsmunition, im Soldatenjargon als Negerpfeil bezeichnet) verbaut. Zusätzlich existierte auch Exerziermunition. Die verschiedenen verwendeten Munitionstypen sind in der Liste von Bundeswehrmunition wiedergegeben.